# محوطه کهنه‌بام
محوطه کهنه بام مربوط به عصر آهن تا دوره قاجار است و در شهرستان اسفراین، بخش بام و صفی‌آباد، دهستان بام، ۴ کیلومتری شمال غرب واقع شده و این اثر در تاریخ ۲۲ آبان ۱۳۸۶ با شمارهٔ ثبت ۱۹۹۸۷ به‌عنوان یکی از آثار ملی ایران به ثبت رسیده‌است.